# Espècie fonamental

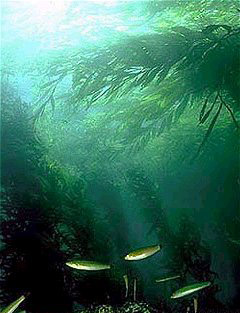
Bosc marí d'algues gegants.

En ecologia, les espècies fonamentals són espècies que tenen un paper important en l'estructuració d'una comunitat. Una espècie fonamental pot ocupar qualsevol nivell tròfic d'una xarxa tròfica (és a dir, poden ser productors primaris, herbívors o depredadors). El terme va ser encunyat per Paul K. Dayton el 1972, qui l'aplicava a determinats membres de les comunitats marines d'invertebrats i algues. A partir d'estudis realitzats a diversos llocs, va quedar clar que hi havia un petit grapat d'espècies les activitats de les quals tenien un efecte desproporcionat sobre la resta de la comunitat marina i, per tant, eren clau per a la resiliència de la comunitat. L'opinió de Dayton era que centrar-se en les espècies fonamentals permetria un enfocament simplificat per entendre més ràpidament com reaccionaria una comunitat en conjunt davant les pertorbacions, com ara la contaminació, en lloc d'intentar la tasca extremadament difícil de seguir les respostes de tots els membres de la comunitat simultàniament. Des d'aleshores, el terme s'ha aplicat a una sèrie d'organismes en ecosistemes d'arreu del món, tant en ambients aquàtics com terrestres. Aaron Ellison et al. va introduir el terme a l'ecologia terrestre aplicant el terme espècies fonamentals a espècies d'arbres que defineixen i estructuren certs ecosistemes forestals mitjançant les seves influències en els organismes associats i la modulació dels processos dels ecosistemes.